# Rivière Roger
Rivière Roger är ett vattendrag i Kanada.   Det ligger i provinsen Québec, i den sydöstra delen av landet, 400 km nordväst om huvudstaden Ottawa. Rivière Roger ligger vid sjön Petit lac Clérion.
I omgivningarna runt Rivière Roger växer i huvudsak blandskog. Trakten runt Rivière Roger är nära nog obefolkad, med mindre än två invånare per kvadratkilometer.